# Lincity
Lincity is een open source stedenbouwsimulatiespel. In dit spel moet de speler een stad beheren en laten groeien. De naam van het spel is een verwijzing naar SimCity waarop dit spel gebaseerd is. 

## Gameplay
De speler kan een stad laten groeien door passende gebouwen, infrastructuur en diensten uit te bouwen. De simulatie omvat bevolking, werkgelegenheid, waterbeheer en milieu, handelswaren (beschikbaarheid en productie), grondstoffen (steenkool, staal, ertsen, enzovoort), diensten (brandweer, gezondheidszorg, brandveiligheid, hobby's, en dergelijke meer), energie (elektriciteit en houtskool, steenkool waarvan de reserves eindig zijn, zonne- en windenergie) en andere beperkingen zoals financiën, vervuiling en transport. 
Er zijn verschillende gegevens die door middel van statistieken en kaarten worden weergegeven. De speler moet rekening houden met bevolkingsgroei en verschillende socio-economische factoren.
Lincity kan op twee manieren gewonnen worden, door duurzaam stadsbeheer of door de hele bevolking door middel van een ruimteschip te evacueren. Op de website van Lincity wordt een hall of fame waarin spelers die ten minste een van deze twee doelen bereikt hebben, bijgehouden.